# Wahlkreis Dippoldiswalde – Freital II
Der Wahlkreis Dippoldiswalde – Freital II war ein Landtagswahlkreis zur Landtagswahl in Sachsen 1990, der ersten Landtagswahl nach der Wiedergründung des Landes Sachsen. Er hatte die Wahlkreisnummer 50. Für die Landtagswahlen 1994 und 1999 wurde die Wahlkreisstruktur verändert. Das Gebiet des Wahlkreises Dippoldiswalde – Freital II wurde Teil der Wahlkreise Meißen-Dresden Süd und später Weißeritzkreis 2.
Der Wahlkreis umfasste alle Gemeinden des Landkreises Dippoldiswalde sowie folgende sechs Gemeinden des Landkreises Freital: Colmnitz, Dorfhain, Klingenberg, Kurort Hartha, Pohrsdorf und Tharandt. Die übrigen Gemeinden des Landkreises wurden über die Wahlkreise Freital I (49) und Dresden, Land II – Freital III (47) erfasst.

## Ergebnisse
Die Landtagswahl 1990 fand am 14. Oktober 1990 statt und hatte folgendes Ergebnis für den Wahlkreis Dippoldiswalde – Freital II:
| Direktkandidat    | Partei (Kürzel) | Erststimmen (%) | Zweitstimmen (%) |
| ----------------- | --------------- | --------------- | ---------------- |
| Friedhelm Putzke  | DA              | 01,1            | 00,7             |
| Andrea Hubrig     | CDU             | 58,2            | 66,1             |
|                   | Chr. L          | -               | 00,8             |
|                   | DBU             | -               | 00,6             |
| Werner Gißrau     | DSU             | 04,3            | 02,9             |
| Jochen Mühle      | F.D.P.          | 04,4            | 02,9             |
| Kristina Schwigon | LL-PDS          | 09,3            | 08,0             |
|                   | NPD             | -               | 00,6             |
| Ronald Willmann   | FORUM           | 03,8            | 04,0             |
|                   | RAP             | -               | 00,1             |
|                   | SHB             | -               | 00,2             |
| Hellmuth Herrmann | SPD             | 11,8            | 13,1             |
| Reiner Rüthrich   | Einzelbewerber  | 04,3            | -                |
| Petra Schröter    | Einzelbewerber  | 02,8            | -                |

Es waren 40.223 Personen wahlberechtigt. Die Wahlbeteiligung lag bei 80,5 %. Von den abgegebenen Stimmen waren 3,8 % ungültig. Als Direktkandidatin gewählt wurde Andrea Hubrig (CDU). Sie erreichte 58,2 % aller gültigen Stimmen.